# 新居浜テレコムプラザ
新居浜テレコムプラザ（にいはまテレコムプラザ）は、愛媛県新居浜市の新居浜駅前に位置するオフィスビル。新居浜市の第三セクターである新居浜テレコムプラザ株式会社が運営している。

## 概要

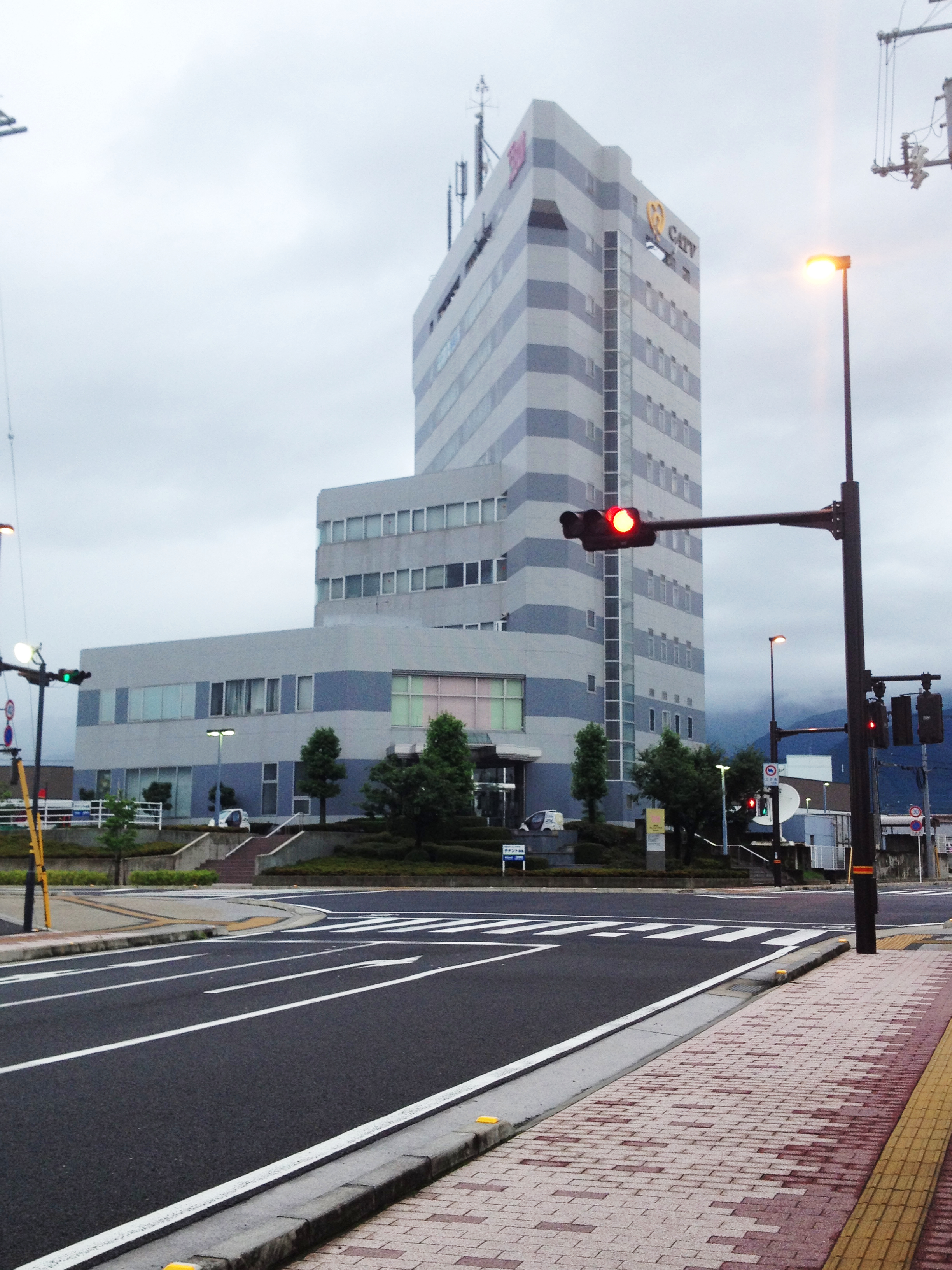
外観

1986年施行された民活法に基づく指定施設整備事業として、また当時の郵政省が提唱したテレトピア構想のモデル事業として、1991年2月に現在の位置に建設され、現在に到る。市民へのニューメディアの実演や、情報技術関連人材の育成が主な目的であり、主要なテナントとして新居浜市と西条市をサービスエリアとするハートネットワークが入る。
地上9階建てであるが、市の中心部から離れており周辺に高い建物がないことから駅前のシンボルとなっている。しかしJR新居浜駅前土地区画整理事業の一環として、新居浜市は至近に美術館やホテルなどで構成される地上13階建ての複合ビルの建設を検討しており、2013年の完成を目指している。

## 主な入居テナント・事務所
- ハートネットワーク 本局･営業所（ハートステーション）
- アビリティーセンター 本社･新居浜オフィス
- 東京海上日動火災保険愛媛支店新居浜支社
- チャレンジャー・グレイ・クリスマス新居浜キャリアセンター
- 日本IBM新居浜事業所
- 新居浜市観光協会
- 新居浜市旅館組合

## 交通アクセス
- JR新居浜駅より徒歩で約2分。
- 新居浜インターチェンジより車で約10分。